# Pheidole camptostela
Pheidole camptostela  (лат.) — вид муравьёв рода Pheidole из подсемейства Myrmicinae (Formicidae). Новый Свет.

## Распространение
Южная Америка: Бразилия (Utiariti, Rio Papagaio, Amazonas).

## Описание
Мелкие земляные мирмициновые муравьи, длина около 2—3 мм, основная окраска тела желтовато-коричневатая или красно-коричневая (характерные для рода большеголовые солдаты крупнее). Обладают уникальным изогнутым петиолем со сплющенным узелком. Проподеум выпуклый. Затылочный край головы солдат вогнутый. Усики рабочих 12-члениковые с 3-члениковой булавой. Ширина головы крупных солдат — 0,94 мм (длина головы — 0,96 мм). Ширина головы мелких рабочих 0,44 мм, длина головы 0,56 мм, длина скапуса — 0,64 мм. Стебелёк между грудкой и брюшком состоит из двух члеников: петиолюса и постпетиолюса (последний четко отделен от брюшка). Pheidole camptostela относится к видовой группе Pheidole diligens Group и сходен с видом Pheidole cyrtostela, но отличается изогнуто-сплющенной формой петиоля и скульптурой головы (лишь несколько прямых морщинок в районе щёк). Вид описан в 1972 году Вальтером Кемпфом (W.Kempf), а его видовой статус был подтверждён в ходе родовой ревизии в 2003 году американским мирмекологом профессором Эдвардом Уилсоном и назван по форме петиоля.